# Olympique Lyonnais 2020-2021 (femminile)
Questa voce raccoglie le informazioni riguardanti la squadra femminile dell'Olympique Lione nelle competizioni ufficiali della stagione 2020-2021.

## Stagione
In campionato l'Olympique Lione ha concluso al secondo posto di un solo punto dietro al Paris Saint-Germain, mancando la vittoria del campionato per la prima volta dopo quattordici anni. Il campionato è stato concluso con 61 punti, frutto di 20 vittorie, 1 pareggio e 1 sola sconfitta. La Coppa di Francia è stata annullata a causa delle restrizioni legate alla pandemia di COVID-19 dopo la disputa degli ottavi di finale, dopo che l'OL aveva superato lo Stade Reims.
Dopo cinque trionfi consecutivi, l'Olympique Lione non ha raggiunto la finale della UEFA Women's Champions League, venendo eliminato ai quarti di finale dalle connazionali del Paris Saint-Germain grazie alla regola dei gol fuori casa. Nei due turni precedenti l'OL aveva eliminato prima le italiane della Juventus e poi le danesi del Brøndby. L'eliminazione dalla Champions League aveva contribuito all'esonero dell'allenatore Jean-Luc Vasseur il 27 aprile 2021, sostituito da Sonia Bompastor.

## Divise e sponsor
Le tenute di gioco sono le stesse dell'Olympique Lione maschile.
| Casa | Trasferta | Terza divisa |

## Organigramma societario
Area tecnica
- Allenatore: Jean-Luc Vasseur, dal 27 aprile 2021 Sonia Bompastor
- Vice allenatore: Camille Abily, Michel Sorin
- Preparatore dei portieri: Christophe Gardié
- Preparatore atletico: Romain Segui
- Medico sociale: David Mouriesse
- Fisioterapista: Yannick Millet, Thibault Aubin
- Coordinatore: Julie Fryc
- Analista video: Maeva Ruiz

## Rosa
| N. |                        | Ruolo | Calciatrice              |
| -- | ---------------------- | ----- | ------------------------ |
| 1  | Spagna (bandiera)      | P     | Dolores Gallardo         |
| 3  | Francia (bandiera)     | D     | Wendie Renard (capitano) |
| 4  | Francia (bandiera)     | D     | Selma Bacha              |
| 5  | Giappone (bandiera)    | C     | Saki Kumagai             |
| 6  | Francia (bandiera)     | C     | Amandine Henry           |
| 7  | Francia (bandiera)     | C     | Amel Majri               |
| 8  | Islanda (bandiera)     | C     | Sara Björk Gunnarsdóttir |
| 9  | Francia (bandiera)     | A     | Eugénie Le Sommer        |
| 10 | Germania (bandiera)    | C     | Dzsenifer Marozsán       |
| 11 | Spagna (bandiera)      | C     | Damaris Egurrola         |
| 12 | Australia (bandiera)   | D     | Ellie Carpenter          |
| 13 | Stati Uniti (bandiera) | C     | Catarina Macario         |
| 14 | Norvegia (bandiera)    | A     | Ada Hegerberg            |
| 16 | Francia (bandiera)     | P     | Sarah Bouhaddi           |
| 17 | Inghilterra (bandiera) | A     | Nikita Parris            |

| N. |                        | Ruolo | Calciatrice         |
| -- | ---------------------- | ----- | ------------------- |
| 18 | Francia (bandiera)     | D     | Alice Sombath       |
| 19 | Portogallo (bandiera)  | A     | Jéssica Silva       |
| 20 | Francia (bandiera)     | A     | Delphine Cascarino  |
| 21 | Canada (bandiera)      | D     | Kadeisha Buchanan   |
| 22 | Svizzera (bandiera)    | C     | Sally Julini        |
| 23 | Belgio (bandiera)      | D     | Janice Cayman       |
| 25 | Francia (bandiera)     | A     | Inès Benyahia       |
| 26 | Francia (bandiera)     | D     | Sakina Karchaoui    |
| 27 | Francia (bandiera)     | A     | Vicki Becho         |
| 28 | Francia (bandiera)     | A     | Melvine Malard      |
| 29 | Francia (bandiera)     | D     | Griedge Mbock Bathy |
| 31 | Inghilterra (bandiera) | A     | Jodie Taylor        |
| 40 | Finlandia (bandiera)   | P     | Katriina Talaslahti |
|    | Spagna (bandiera)      | D     | Celia Jiménez       |

## Calciomercato

### Sessione estiva
| Acquisti | Acquisti                 | Acquisti        | Acquisti    |
| R.       | Nome                     | da              | Modalità    |
| -------- | ------------------------ | --------------- | ----------- |
| P        | Dolores Gallardo         | Atlético Madrid | definitivo  |
| D        | Ellie Carpenter          | Portland Thorns | definitivo  |
| D        | Celia Jiménez            | OL Reign        | in prestito |
| D        | Sakina Karchaoui         | Montpellier     | definitivo  |
| C        | Sara Björk Gunnarsdóttir | Wolfsburg       | definitivo  |
| A        | Jodie Taylor             | OL Reign        | definitivo  |

| Cessioni | Cessioni              | Cessioni        | Cessioni      |
| R.       | Nome                  | a               | Modalità      |
| -------- | --------------------- | --------------- | ------------- |
| P        | Lisa Weiß             | Aston Villa     | definitivo    |
| D        | Lucy Bronze           | Manchester City | definitivo    |
| D        | Alex Greenwood        | Manchester City | definitivo    |
| D        | Grace Kazadi          | Atlético Madrid | in prestito   |
| C        | Eva Kouache           | Metz            | definitivo    |
| C        | Danielle Roux         | Soyaux          | in prestito   |
| A        | Naomie Feller         | Stade Reims     | fine prestito |
| A        | Emelyne Laurent       | Atlético Madrid | in prestito   |
| A        | Shanice van de Sanden | Wolfsburg       | definitivo    |

### Sessione invernale
| Acquisti | Acquisti         | Acquisti          | Acquisti   |
| R.       | Nome             | da                | Modalità   |
| -------- | ---------------- | ----------------- | ---------- |
| C        | Catarina Macario | Stanford Cardinal | definitivo |
| C        | Damaris Egurrola | Athletic Bilbao   | definitivo |

| Cessioni | Cessioni      | Cessioni | Cessioni      |
| R.       | Nome          | a        | Modalità      |
| -------- | ------------- | -------- | ------------- |
| D        | Celia Jiménez | OL Reign | fine prestito |

## Risultati

### Division 1

#### Girone di andata
| Arbitro: | Beyer |

|                                                         |           |  |
| Renard 56’ (rig.) Kumagai 69’, 86’ Le Sommer 75’ (rig.) | Marcatori |  |

| Arbitro: | Catania |

|  |           |                                         |
|  | Marcatori | 9’ Parris 45’ (aut.) Kravec' 47’ Cayman |

| Arbitro: | Collin |

|                             |           |         |
| Carpenter 42’ Le Sommer 56’ | Marcatori | 73’ arr |

| Arbitro: | Laur |

|  |           |                                    |
|  | Marcatori | 69’ Buchanan 79’ Renard 84’ Parris |

| Arbitro: | Beyer |

|                              |           |  |
| Parris 33’ Renard 87’ (rig.) | Marcatori |  |

| Arbitro: | Fournier |

|                                            |           |  |
| Henry 37’ Majri 70’, 81’ Gunnarsdóttir 73’ | Marcatori |  |

| Arbitro: | Beyer |

|  |           |                                                                     |
|  | Marcatori | 4’ Marozsán 7’ Henry 21’ Le Sommer 72’ Gunnarsdóttir 90+3’ Buchanan |

| Arbitro: | Fournier |

|                                                      |           |           |
| Marozsán 21’ Renard 27’ Parris 43’, 62’ Buchanan 79’ | Marcatori | 56’ Avant |

| Arbitro: | Vanderstichel |

|            |           |  |
| Katoto 11’ | Marcatori |  |

| Arbitro: | Guillot |

|            |           |                                 |
| Koui 4279’ | Marcatori | 5’ Renard 11’ Kumagai 18’ Majri |

| Arbitro: | Catania |

|                                                                       |           |  |
| Majri 9’, 42’, 52’ Parris 15’, 18’, 21’, 41’ Cayman 30’ Cascarino 73’ | Marcatori |  |

#### Girone di ritorno
| Arbitro: | Rochebilière |

|                             |           |  |
| Renard 47’, 64’ Henry 90+1’ | Marcatori |  |

| Arbitro: | Fournier |

|  |           |                                                  |
|  | Marcatori | 7’ Marozsán 11’, 65’ Parris 33’ Majri 73’ Renard |

| Arbitro: | Vanderstichel |

|                                |           |             |
| Henry 5’ De Almeida 40’ (aut.) | Marcatori | 6’ Le Bihan |

| Arbitro: | Elbour |

|  |           |                                       |
|  | Marcatori | 27’ Gunnarsdóttir 88’ (rig.) Marozsán |

| Décines-Charpieu 30 maggio 2021, ore 21:00 CEST 16ª giornata | Olympique Lione | 0 – 0 referto | Paris Saint-Germain | Parc Olympique Lyonnais (0 spett.)\| Arbitro: \| Frappart \| |
| Arbitro:                                                     | Frappart        |               |                     |                                                              |

| Arbitro: | Vanderstichel |

|  |           |                                    |
|  | Marcatori | 25’ Kumagai 56’ Macario 79’ Malard |

| Arbitro: | Elbour |

|  |           |                                                                        |
|  | Marcatori | 9’ Henry 13’ Macario 22’ Cascarino 68’ (aut.) Alleway-Brock 89’ Malard |

| Arbitro: | Laur |

|                                                                |           |                    |
| Henry 4’ Majri 20’ Renard 34’ (rig.) Le Sommer 53’ Macario 79’ | Marcatori | 22’ Þorvaldsdóttir |

| Arbitro: | Rochebilière |

|  |           |                                                 |
|  | Marcatori | 10’ (rig.) Majri 32’, 42’ Macario 55’ Le Sommer |

| Arbitro: | Alexandra Collin |

|  |           |              |
|  | Marcatori | 9’ Le Sommer |

| Arbitro: | Elbour |

|                                                                                       |           |  |
| Majri 15’ Malard 26’ Parris 32’, 54’ Renard 65’ Le Sommer 81’ Taylor 84’ Buchanan 92’ | Marcatori |  |

### Coppa di Francia
| Arbitro: | Justine Catania |

|  |           |                                                            |
|  | Marcatori | 16’, 51’, 53’ Marozsán 36’ (rig.) Renard 49’ Gunnarsdóttir |

### UEFA Women's Champions League
| Arbitro: | Riem Hussein |

|                                |           |                                          |
| Hurtig 16’ Buchanan 38’ (aut.) | Marcatori | 30’ (rig.) Renard 68’ Malard 88’ Kumagai |

| Arbitro: | Sara Persson |

|                                      |           |  |
| Marozsán 21’ Malard 88’ Cayman 90+1’ | Marcatori |  |

| Arbitro: | Henrikke Nervik |

|                         |           |  |
| Parris 30’ Malard 90+3’ | Marcatori |  |

| Arbitro: | Ivana Martinčić |

|                  |           |                                         |
| Christiansen 11’ | Marcatori | 32’ Parris 42’ Malard 50’ (rig.) Renard |

| Arbitro: | Esther Staubli |

|  |           |                   |
|  | Marcatori | 86’ (rig.) Renard |

| Arbitro: | Ivana Martinčić |

|            |           |                              |
| Macario 4’ | Marcatori | 25’ Geyoro 61’ (aut.) Renard |

## Statistiche

### Statistiche di squadra
| Competizione     | Punti | In casa | In casa | In casa | In casa | In casa | In casa | In trasferta | In trasferta | In trasferta | In trasferta | In trasferta | In trasferta | Totale | Totale | Totale | Totale | Totale | Totale | DR  |
| Competizione     | Punti | G       | V       | N       | P       | Gf      | Gs      | G            | V            | N            | P            | Gf           | Gs           | G      | V      | N      | P      | Gf     | Gs     | DR  |
| ---------------- | ----- | ------- | ------- | ------- | ------- | ------- | ------- | ------------ | ------------ | ------------ | ------------ | ------------ | ------------ | ------ | ------ | ------ | ------ | ------ | ------ | --- |
| Division 1       | 61    | 11      | 10      | 1       | 0       | 44      | 4       | 11           | 10           | 0            | 1            | 34           | 2            | 22     | 20     | 1      | 1      | 78     | 6      | +72 |
| Coppa di Francia | -     | 0       | 0       | 0       | 0       | 0       | 0       | 1            | 1            | 0            | 0            | 5            | 0            | 1      | 1      | 0      | 0      | 5      | 0      | +5  |
| Champions League | -     | 3       | 2       | 0       | 1       | 6       | 2       | 3            | 3            | 0            | 0            | 7            | 3            | 6      | 5      | 0      | 1      | 13     | 5      | +8  |
| Totale           | -     | 14      | 12      | 1       | 1       | 50      | 6       | 15           | 14           | 0            | 1            | 46           | 5            | 29     | 26     | 1      | 2      | 96     | 11     | +85 |

### Andamento in campionato
| Giornata  | 1 | 2 | 3 | 4 | 5 | 6 | 7 | 8 | 9 | 10 | 11 | 12 | 13 | 14 | 15 | 16 | 17 | 18 | 19 | 20 | 21 | 22 |
| --------- | - | - | - | - | - | - | - | - | - | -- | -- | -- | -- | -- | -- | -- | -- | -- | -- | -- | -- | -- |
| Luogo     | C | T | C | T | C | C | T | C | T | T  | C  | C  | T  | C  | T  | C  | T  | T  | C  | T  | T  | C  |
| Risultato | V | V | V | V | V | V | V | V | P | V  | V  | V  | V  | V  | V  | N  | V  | V  | V  | V  | V  | V  |
| Posizione | 1 | 1 | 1 | 1 | 1 | 1 | 1 | 1 | 2 | 2  | 2  | 2  | 2  | 2  | 2  | 2  | 2  | 2  | 2  | 2  | 2  | 2  |

Legenda:

Luogo: C = Casa; T = Trasferta. Risultato: V = Vittoria; N = Pareggio; P = Sconfitta.

### Statistiche delle giocatrici
| Giocatore        | Division 1 | Division 1 | Division 1  | Division 1 | Coppa di Francia | Coppa di Francia | Coppa di Francia | Coppa di Francia | Champions League | Champions League | Champions League | Champions League | Totale   | Totale | Totale      | Totale     |
| Giocatore        | Presenze   | Reti       | Ammonizioni | Espulsioni | Presenze         | Reti             | Ammonizioni      | Espulsioni       | Presenze         | Reti             | Ammonizioni      | Espulsioni       | Presenze | Reti   | Ammonizioni | Espulsioni |
| ---------------- | ---------- | ---------- | ----------- | ---------- | ---------------- | ---------------- | ---------------- | ---------------- | ---------------- | ---------------- | ---------------- | ---------------- | -------- | ------ | ----------- | ---------- |
| S. Bacha         | 10         | 0          | 2           | 0          | 1                | 0                | 0                | 0                | 5                | 0                | 2                | 0                | 16       | 0      | 4           | 0          |
| V. Becho         | 3          | 0          | 0           | 0          | -                | -                | -                | -                | 1                | 0                | 0                | 0                | 4        | 0      | 0           | 0          |
| I. Benyahia      | 2          | 0          | 0           | 0          | -                | -                | -                | -                | -                | -                | -                | -                | 2        | 0      | 0           | 0          |
| S. Bouhaddi      | 19         | -5         | 0           | 0          | 0                | 0                | 0                | 0                | 6                | -5               | 0                | 0                | 25       | -10    | 0           | 0          |
| K. Buchanan      | 20         | 4          | 2           | 0          | 1                | 0                | 0                | 0                | 6                | 0                | 1                | 0                | 27       | 4      | 3           | 0          |
| E. Carpenter     | 18         | 1          | 0           | 0          | 1                | 0                | 0                | 0                | 5                | 0                | 0                | 0                | 24       | 1      | 0           | 0          |
| D. Cascarino     | 21         | 2          | 1           | 0          | 1                | 0                | 0                | 0                | 5                | 0                | 0                | 0                | 27       | 2      | 1           | 0          |
| J. Cayman        | 11         | 2          | 0           | 0          | -                | -                | -                | -                | 5                | 1                | 0                | 0                | 16       | 3      | 0           | 0          |
| D. Egurrola      | 2          | 0          | 0           | 0          | 1                | 0                | 0                | 0                | 4                | 0                | 0                | 0                | 7        | 0      | 0           | 0          |
| D. Gallardo      | 3          | -1         | 0           | 0          | 1                | 0                | 0                | 0                | 0                | 0                | 0                | 0                | 4        | -1     | 0           | 0          |
| D. Gunnarsdóttir | 12         | 3          | 0           | 0          | 1                | 1                | 0                | 0                | 4                | 0                | 0                | 0                | 17       | 4      | 0           | 0          |
| A. Hegerberg     | -          | -          | -           | -          | -                | -                | -                | -                | -                | -                | -                | -                | -        | -      | -           | -          |
| A. Henry         | 19         | 6          | 1           | 0          | 1                | 0                | 0                | 0                | 5                | 0                | 3                | 0                | 25       | 6      | 4           | 0          |
| C. Jiménez       | -          | -          | -           | -          | -                | -                | -                | -                | -                | -                | -                | -                | -        | -      | -           | -          |
| S. Julini        | 2          | 0          | 0           | 0          | -                | -                | -                | -                | 1                | 0                | 0                | 0                | 3        | 0      | 0           | 0          |
| S. Karchaoui     | 18         | 0          | 0           | 0          | 1                | 0                | 0                | 0                | 5                | 0                | 2                | 0                | 24       | 0      | 2           | 0          |
| S. Kumagai       | 17         | 4          | 2           | 0          | 1                | 0                | 0                | 0                | 6                | 1                | 1                | 0                | 24       | 5      | 3           | 0          |
| E. Le Sommer     | 18         | 7          | 1           | 0          | 1                | 0                | 0                | 0                | 3                | 0                | 0                | 0                | 22       | 7      | 1           | 0          |
| C. Macario       | 7          | 5          | 0           | 0          | -                | -                | -                | -                | 4                | 2                | 0                | 0                | 11       | 7      | 0           | 0          |
| A. Majri         | 17         | 10         | 1           | 0          | 1                | 0                | 0                | 0                | 6                | 0                | 2                | 0                | 24       | 10     | 3           | 0          |
| M. Malard        | 20         | 3          | 1           | 0          | -                | -                | -                | -                | 6                | 4                | 1                | 0                | 26       | 7      | 2           | 0          |
| D. Marozsán      | 22         | 4          | 2           | 0          | 1                | 3                | 0                | 0                | 6                | 1                | 1                | 0                | 29       | 8      | 3           | 0          |
| G. Mbock Bathy   | -          | -          | -           | -          | -                | -                | -                | -                | -                | -                | -                | -                | -        | -      | -           | -          |
| N. Parris        | 20         | 13         | 1           | 0          | 1                | 0                | 0                | 0                | 6                | 2                | 0                | 0                | 27       | 15     | 1           | 0          |
| W. Renard        | 20         | 10         | 3           | 0          | 1                | 1                | 0                | 0                | 5                | 4                | 1                | 0                | 26       | 15     | 4           | 0          |
| J. Silva         | -          | -          | -           | -          | -                | -                | -                | -                | -                | -                | -                | -                | -        | -      | -           | -          |
| A. Sombath       | 0          | 0          | 0           | 0          | -                | -                | -                | -                | 0                | 0                | 0                | 0                | 0        | 0      | 0           | 0          |
| K. Talaslahti    | 0          | 0          | 0           | 0          | -                | -                | -                | -                | 0                | 0                | 0                | 0                | 0        | 0      | 0           | 0          |
| J. Taylor        | 6          | 1          | 0           | 0          | -                | -                | -                | -                | 2                | 0                | 0                | 0                | 8        | 1      | 0           | 0          |
| S. van de Sanden | 1          | 0          | 0           | 0          | -                | -                | -                | -                | -                | -                | -                | -                | 1        | 0      | 0           | 0          |